# Mymaridae
Famille
Les Mymaridae sont une famille d'insectes hyménoptères térébrants de la super-famille des Chalcidoidea. Ce sont de très petits insectes parasitoïdes oophages.

## Morphologie
Taille variant de 0,17 à 1,8 mm. Corps n'ayant jamais d'éclat métallique, allant habituellement du jaune au brun sombre. Antennes de 8 à 13 segments, celles du mâle étant longues et filamenteuses. Ailes fines et plumeuses, bordées d'une frange de longs poils, caractéristique de la famille.
- Yeux écartés
- Suture au niveau du front, au-dessus de l'insertion antennaire
- Ailes relativement allongées, postérieures étroites
- Tarses de 4 ou 5 articles.

## Taxonomie
La taxonomie de cette famille est sujette à discussion. 
Les Mymaridae se divisent généralement en 3 sous-familles : Mymarinae, Gonatocerinae, Alaptinae regroupant 95 genres pour 1 400 espèces décrites.

### Quelques genres
- Anagrus
- Alaptus
- Anaphes
- Camptotera
- Caraphractus
- Dicopomorpha
- Dicopus
- Gonatocerus
- Mymar
- Ooctonus
- Polynema
- Stephanodes
- † Myanmymar…

## Biologie
Ce sont tous des parasitoïdes oophages solitaires. Près de la moitié d'entre eux vivent aux dépens d'hémiptères du sous-ordre des Auchenorrhyncha, le reste sur des hémiptères du sous-ordre des Sternorrhyncha (Coccoidea), du sous-ordre des Hétéroptères ou punaises (Tingidae et Miridae), ainsi que des coléoptères (Curculionidae, Dytiscidae) et des Psocoptères.
Caraphractus cinctus parasite des œufs de Dytiscidae.

## Utilisation en lutte biologique
Ils sont utilisés avec succès dans des programmes de lutte biologique :
- Anaphes nitens (Girault, 1928) permet de lutter contre le charançon de l'Eucalyptus (Gonipterus scutellatus). Ce dernier a été tout d'abord introduit accidentellement en 1916 en Afrique du Sud, en provenance d'Australie ; Anaphes nitens a été introduit en 1926 en Afrique du sud depuis l'Australie avec succès pour lutter contre Gonipterus scutellatus.
Anaphes nitens fut libéré à Madagascar en 1949, également avec succès.
- Anaphes ovijentatus est protégé pour lutter contre Lygus lineolaris, la punaise terne (un hétéroptère de la famille des Miridae) qu'il contrôle naturellement.
- Anaphes sordidatus parasite le charançon de la carotte (Liparus coronatus) et est protégé à ce titre.
- Anaphes flavipes est utilisé pour lutter contre Oulema melanopus (coléoptère Chrysomelidae) en Amérique du Nord.